# Cantó de Gap Centre
El cantó de Gap Centre és un cantó francès del departament dels Alts Alps, situat al districte de Gap. Compta amb part del municipi de Gap.

## Municipis
- Gap

## Història
| Data d'elecció                           | Identitat              | Partit                        | Qualitat |
| ---------------------------------------- | ---------------------- | ----------------------------- | -------- |
| 1973-1979                                | Pierre Bernard-Reymond | UDF-CDS                       |          |
| 1979-1989                                | Jean-Claude Chappa     | UDF-CDS                       |          |
| 1989-1998                                | André Guiboud-Ribaud   | RPR                           |          |
| 1998-                                    | Roger Didier           | PRG, després sense adscripció |          |
| les dades anteriors no són pas conegudes |                        |                               |          |
|                                          |                        |                               |          |

| 1962 | 1968 | 1975 | 1982 | 1990  | 1999  | 2007  |
| ---- | ---- | ---- | ---- | ----- | ----- | ----- |
| -    | -    | -    | -    | 6.392 | 7.012 | 8.090 |